# Giustino (filosofo)
Giustino, conosciuto come Giustino martire o Giustino filosofo (Flavia Neapolis, 100 – Roma, 163/167), è stato un filosofo greco antico martire cristiano e apologeta di lingua greca e latina, autore del Dialogo con Trifone, della Prima apologia dei cristiani e della Seconda apologia dei cristiani. A lui dobbiamo anche la più antica descrizione del rito eucaristico.

Iustini Philosophi et martyris Opera, 1636

Fu uno dei primi filosofi cristiani, e venerato come santo e Padre della Chiesa dai cattolici e dagli ortodossi. La memoria si celebra il 1º giugno.
La Chiesa Cattolica lo considera anche santo patrono dei filosofi insieme a Caterina d'Alessandria, pur non essendo nessuno dei due nel novero dei Dottori della Chiesa.

## Biografia
Giustino, che spesso si dichiarava in verità samaritano, visto il suo nome e il nome di suo padre - Bacheio - sembra piuttosto di origini latine o greche. La sua famiglia probabilmente si era stabilita da poco in Palestina, al seguito degli eserciti romani che qualche anno prima avevano sconfitto gli Ebrei e distrutto il Tempio di Gerusalemme.
Come riferisce Giustino stesso nel Dialogo con Trifone, venne educato nel paganesimo ed ebbe un'ottima educazione che lo portò ad approfondire i problemi che gli stavano più a cuore, quelli riguardanti la filosofia. Racconta che la sua smania di verità lo portò a frequentare molte scuole filosofiche. Presso gli stoici non trovò giovamento, in quanto il problema di Dio, per questa filosofia, non era essenziale, risolvendosi nella fede in un Logos impersonale. Poi frequentò la scuola peripatetica, ma anche presso questi filosofi non trovò quanto cercava in quanto il maestro aveva in primo luogo pensato di fissare la propria retribuzione, dimostrando di non essere un filosofo. Si recò presso un filosofo pitagorico che lo sollecitò dunque ad approfondire le arti della musica, dell'astronomia e della geometria. Ma Giustino, troppo concentrato nel voler raggiungere la "verità" e la "conoscenza di Dio", reputava tempo sprecato il soffermarsi su tali materie.

### Approdo al platonismo
Da ultimo frequentò una scuola platonica; un maestro di questa filosofia era da poco giunto nel suo paese e presso questa corrente filosofica trovò quanto credeva di cercare. «Le conoscenze delle realtà incorporee e la contemplazione delle Idee eccitava la mia mente...», dice Giustino. Si convinse che questo lo avrebbe portato presto alla "visione di Dio", che considerava essere lo scopo della filosofia. Decise di ritirarsi in solitudine lontano dalla città, ma in questo luogo appartato, secondo quanto racconta nel prologo del Dialogo con Trifone, incontra un anziano, con cui inizia un serrato dialogo, incentrato su Dio e su cosa fare della propria vita. Dopo aver dichiarato all'anziano la sua idea di Dio «Ciò che è sempre uguale a sé stesso e che è causa di esistenza per tutte le altre realtà, questo è Dio», l'anziano lo porta a ragionare su di un aspetto che forse a Giustino era sfuggito: come possono i filosofi elaborare da soli un pensiero corretto su Dio se non l'hanno né visto né udito? E porta il giovane a meditare sulle persone considerate "gradite a Dio" e dallo stesso "illuminate", i Profeti, che nel tempo avevano parlato di Dio e "profetizzato in Suo nome", in particolare la "venuta del Figlio nel mondo" e la possibilità "attraverso di Lui" di avere una "vera conoscenza del divino".

### Conversione al cristianesimo
Dopo questa esperienza, Giustino si converte al cristianesimo e per tutto il resto della sua vita educherà i discepoli, utilizzando gli stessi schemi usati dalle altre scuole filosofiche. Oltre a questo incontro, che fu decisivo per la sua conversione, Giustino indica anche un altro fatto che lo rinfrancava nella fede: «Infatti io stesso, che mi ritenevo soddisfatto delle dottrine di Platone, sentendo che i cristiani erano accusati ma vedendoli impavidi dinanzi alla morte ed a tutti i tormenti ritenuti terribili, mi convincevo che era impossibile che essi vivessero nel vizio e nella concupiscenza».
Giustino viaggiò molto, andò a Roma una prima volta e quando ritornò vi aprì una scuola filosofica a impronta cristiana, i suoi insegnamenti insistevano molto sui fondamenti razionali della fede cristiana. Questo approccio, molto diverso da quelli tradizionali, suscitò numerose controversie sia con gli stessi cristiani sia con alcuni filosofi, specialmente con Crescenzio il cinico.

La sua fede lo porterà a subire una morte violenta. Fu condannato a morte da Giunio Rustico che era prefetto di Roma e amico dell'imperatore Marco Aurelio, fra il 163 e il 167, con queste parole: 
 Di questo processo esiste ancora il verbale: Martyrium SS.Justini et sociorum VI. Giustino venne decapitato assieme a sei dei suoi discepoli, Caritone e sua sorella Carito, Evelpisto di Cappadocia, Gerace di Frigia (schiavo della corte imperiale), Peone e Liberiano.
Le sue reliquie furono traslate da Roma il 22 settembre 1791, e si trovano attualmente sotto l'altare maggiore della Collegiata di San Silvestro Papa a Fabrica di Roma, in provincia di Viterbo.
Giustino fu il primo di una serie di autori cristiani che intravide in Eraclito, Socrate, Platone e negli stoici degli autori precristiani, precursori del Cristo e da esso ispirati.
Anche lo Spirito Santo è identificato con Dio stesso. A suo avviso, la nozione trinitaria fu introdotta già dal platonismo.
A Giustino si deve la più antica descrizione della liturgia eucaristica. Egli fu il primo ad utilizzare la terminologia filosofica nel pensiero cristiano ed a tentare di conciliare fede e ragione. Si schierò duramente contro la religione pagana ed i suoi miti mentre privilegiò l'incontro con il pensiero filosofico.
La figura di Giustino attrasse l'attenzione di Lev Tolstoj il quale nel 1874 dedicò al santo cristiano una breve agiografia, Vita e passione di Giustino filosofo martire.

## Opere
La produzione letteraria di Giustino fu vastissima, ma di essa molto poco è giunto a noi. Eusebio di Cesarea, nella sua Storia Ecclesiastica, ricorda le seguenti opere:
- Prima apologia
- Seconda apologia
- Dialogo con Trifone
- Contro Marcione
- Discorso ai Greci
- Esortazione ai Greci o Confutazione contro i Greci
- Sull'unità o sovranità di Dio
- Sull'anima
- Salterio[6]

Inoltre, nella Prima apologia, Giustino stesso ricorda di avere scritto un Trattato contro tutte le eresie, mentre Giovanni Damasceno cita nei Sacra Parallela tre frasi di un'opera Sulla resurrezione.
Le opere che ci sono pervenute si trovano tutte nel Manoscritto Parisinum graecum 450 del 1364, conservato a Parigi. Esso include però anche opere non menzionate da Eusebio e attribuite a Giustino da Fozio di Costantinopoli e Areta di Cesarea, ma che oggi sono considerate spurie. Esse sono:
- Lettera a Diogneto
- Esposizione della vera fede
- A Zena e Sereno
- Confutazione di alcune dottrine aristoteliche
- Domande e risposte agli ortodossi
- Domande dei Cristiani ai Greci
- Domande dei Greci ai Cristiani[8]

### LaPrima apologia dei cristiani
(Apologia Prima, I, 2)
La Prima apologia dei cristiani fu indirizzata, secondo David Rokeah, «all'imperatore Antonino Pio e ai suoi figli adottivi, ai futuri imperatori Marco Aurelio e Lucio Vero, ma il suo vero pubblico fu indubbiamente il pubblico pagano in generale».
In essa compare un tema che sarà ampiamente sviluppato dall'apologetica cristiana, cioè la critica della prassi diffusa presso i tribunali romani, per la quale il solo fatto di appartenere alla religione cristiana era motivo sufficiente di condanna.
Giustino inoltre polemizza con i pagani riguardo ad alcune contraddizioni interne alla società romana, per esempio fa notare come, mentre i cristiani sono condannati a morte perché ritenuti atei, vari filosofi greci e latini sostengono apertamente l'ateismo senza conseguenze.
Interessante, poi, è il fatto che Giustino citi abbondantemente vari brani dei vangeli sinottici per esporre le dottrine cristiane; ancor più notevoli sono i tentativi dell'apologeta per convincere i pagani della verità del Cristianesimo attraverso le citazioni di autori classici sia di filosofia (come Socrate e Platone) che di mitologia (come Omero e la Sibilla) che vengono accostati a brani dei vangeli o dell'Antico Testamento.
I filosofi chiamati Stoici insegnano che anche Dio stesso si dissolve nel fuoco, ed affermano che il mondo, dopo una trasformazione, risorgerà. [...]
Se dunque noi sosteniamo alcune teorie simili ai poeti ed ai filosofi da voi onorati [...] perché siamo ingiustamente odiati più di tutti?
Quando diciamo che tutto è stato ordinato e prodotto da Dio, sembreremo sostenere una dottrina di Platone; quando parliamo di distruzione nel fuoco, quella degli Stoici; quando diciamo che le anime degli iniqui sono punite mantenendo la sensibilità anche dopo la morte, e che le anime dei buoni, liberate dalle pene, vivono felici, sembreremo sostenere le stesse teorie di poeti e di filosofi [...]
Quando noi diciamo che il Logos, che è il primogenito di Dio, Gesù Cristo il nostro Maestro, è stato generato senza connubio, e che è stato crocifisso ed è morto e, risorto, è salito al cielo, non portiamo alcuna novità rispetto a quelli che, presso di voi, sono chiamati figli di Zeus.
Voi sapete infatti di quanti figli di Zeus parlino gli scrittori onorati da voi: Ermete, il Logos [...]; Asclepio, che [...] ascese al cielo; Dioniso, che fu dilaniato; Eracle, che si gettò nel fuoco [...] e Bellerofonte, che di tra gli uomini ascese con il cavallo Pegaso.
Se poi, come abbiamo affermato sopra, noi affermiamo che Egli è stato generato da Dio come Logos di Dio stesso, in modo speciale e fuori dalla normale generazione, questa concezione è comune alla vostra, quando dite che Ermete è il Logos messaggero di Zeus.
Se poi qualcuno ci rimproverasse il fatto che Egli fu crocifisso anche questo è comune ai figli di Zeus annoverati prima, i quali, secondo voi, furono soggetti a sofferenze. [...]
Se poi diciamo che è stato generato da una vergine, anche questo sia per voi un elemento comune con Perseo.
Quando affermiamo che Egli ha risanato zoppi e paralitici ed infelici dalla nascita, e che ha resuscitato dei morti, anche in queste affermazioni appariremo concordare con le azioni che la tradizione attribuisce ad Asclepio.»
(Apologia Prima, XX-XXII)
L'opera si conclude con una petizione che contiene una lettera dell'imperatore Adriano, la quale serve a Giustino per mostrare come anche un'autorità imperiale era del parere di giudicare i cristiani in base alle loro azioni e non in base a dei pregiudizi; ed una lettera dell'Imperatore Marco Aurelio e del "Miracolo della pioggia" durante le guerre marcomanniche.
La lettera di Marco Aurelio è un editto composto affinché vi potesse essere un decreto al Senato romano che condannasse coloro che accusarono ingiustamente i Cristiani. Si tratta di un editto che testimonia la riconoscenza di Marco Aurelio nei confronti dei Cristiani, ritenuti, in questo celebre episodio, la causa della sua vittoria e del suo esercito. 
In questo editto si può leggere di come egli si sia trovato vicino ad una massa di 977.000 soldati nemici Quadi, di come egli cominciò, perciò, a pregare i suoi dèi i quali tuttavia lo ignorarono. Cosicché, egli convocò i Cristiani che, preparandosi alla battaglia, non impugnarono le armi, ma pregarono per lui e per l’esercito affinché fossero liberati dalla sete, che li logorò da cinque giorni, e dalla fame. Cominciò finalmente a piovere, e Marco Aurelio e i suoi cominciarono a riconoscere nella preghiera dei Cristiani un Dio «invincibile e indistruttibile».
Uno studio recente di G.Biondi ha evidenziato che Giustino in questa Apologia fu condizionato dalle dottrine gnostiche, a cui aveva già dedicato un'opera specifica, e che inserì perciò la concezione di Cristo come di un Logos sarkopoietheis, fattosi carne, ammettendo la sua coesistenza (synousia) con Dio; lo stesso studio ha posto in luce come Giustino non documentasse la conoscenza del Vangelo secondo Giovanni e differisse da esso in quanto l'essersi "fatto carne" (sarkopoietheis) non coincidesse con il "divenire carne" (sarx genesthai) proprio dell'Incarnazione.

### IlDialogo con Trifone
(Dialogo con Trifone)
Oltre alle già citate Prima apologia dei cristiani (greco Ἀπολογία πρώτη ὑπὲρ Χριστιανῶν πρὸς Ἀντωνῖνον τὸν Εὐσεβῆ; latino Apologia prima pro Christianis ad Antoninum Pium) e Seconda apologia dei cristiani (greco Ἀπολογία δευτέρα ὑπὲρ τῶν Χριστιανῶν πρὸς τὴν Ρωμαίων σύγκλητον, latino Apologia secunda pro Christianis ad Senatum Romanum), Giustino scrisse il Dialogo con Trifone (greco Πρὸς τρυφῶνα Ἰουδαῖον διάλογος, latino Cum Tryphone Judaeo Dialogus), opera dedicata a un certo Marco Pompeo. Il tema è il confronto con il giudaismo, con il quale i cristiani avevano in comune l'Antico Testamento, un terreno utile per un dialogo. Si tratta di un dibattito che si svolge ad Efeso nell'arco di due giorni e vede protagonisti Giustino e Trifone, nel quale è stata individuata da alcuni storici la personalità di un rabbino realmente esistito. Lo scopo di questo dialogo è mostrare la verità del cristianesimo, rispondendo alle principali obiezioni mosse dagli ambienti giudaici.
In particolare, Giustino vuole dimostrare che il culto di Gesù non mette in discussione il monoteismo e che le profezie descritte nell'Antico Testamento si siano avverate con l'avvento di Cristo. Il dialogo assume toni sempre rispettosi e amichevoli e non si conclude, com'era consuetudine per gli scritti cristiani, con la richiesta da parte del giudeo del battesimo. A tal proposito, alcuni studiosi si sono chiesti se effettivamente le motivazioni portate avanti da Giustino in questo dialogo fossero valide a convertire un giudeo. Sembra piuttosto verosimile, invece, che quest'opera sia una risposta di Giustino ai dubbi che i cristiani stessi del tempo nutrivano verso la loro fede.
L'opera presenta anche un prologo, in cui Giustino racconta di un suo incontro con un vecchio saggio che lo introdusse al cristianesimo.
Giustino lo interroga tra l'altro sulla dottrina, da lui professata, della trasmigrazione delle anime anche dentro corpi animali, esposta nel Timeo platonico. L'interlocutore gli risponde che una tale possibilità non avrebbe senso, perché non darebbe nessuna reminiscenza delle colpe passate e quindi neppure la capacità di pentirsi.